# マティアス・コンラート
マティアス・コンラート（ドイツ語:  Matthias Konradt、1967年7月4日 - ）はドイツ・ボーフム出身の福音主義神学者、ハイデルベルク大学神学部新約聖書学教授。

## 経歴と業績
マティアス・コンラートは福音主義神学を1986年から1988年までボーフム大学で、次いで1993年までハイデルベルク大学で学んだ。ヴェストファーレン福音主義教会の第1次神学試験を1993年に受けた後、1995年までハイデルベルク大学神学部において博士論文指導担当クリストフ・ブルハルト教授の新約聖書学講座学術助手として働いた。1995年から2年間、博士号習得志願者奨学金を受けた。1996年10月、学位請求論文「ヤコブ書に関するキリスト者の実存」でハイデルベルク大学神学部から神学博士号が授与された。1997年、ハイデルベルク大学財団よりルプレヒト・カール賞が与えられた。
1996年から1999年までボーフムで教会牧師補として働き、1999年2月ヴェストファーレン福音主義教会で第2次神学試験を受け、1999年6月、牧師に任職した。
1999年7月から2003年2月までマティアス・コンラートはボン大学福音主義神学部ミヒャエル・ヴォルター教授の下で原始キリスト教とその周辺における倫理とアイデンティティに関する特別研究プロジェクトの学術助手として働いた。2002年11月、「審判と共同体、第1テサロニケと第1コリントにおけるパウロの教会論と倫理構造における審判言明の意味と機能の研究」と題する論文でボン大学から大学教授資格ハビリタツィオンを取得した。
同時期に、スイスのベルン大学からの招聘を受け、2003年3月から2009年9月まで神学部新約聖書学講座の教授として働いた。ベルン大学神学部ユダヤ学講座の開設に際して、マティアス・コンラートは大きな貢献を果たした。2005年9月から2008年2月までユダヤ学に関する各学部連携研究の共同ディレクターを務めた。2009年10月以降、ハイデルベルク大学神学部の新約聖書学講座正教授として研究、研究に従事している。
マティアス・コンラートの重点研究分野はマタイ福音書、パウロ書簡、ヤコブ書、新約聖書の倫理、およびキリスト教成立の背景としての初期ユダヤ教研究である。
2010年、マティアス・コンラートはヴァルター・デ・グロイター出版社(de:Verlag Walter de Gruyter)が発行している新約聖書学の学術専門雑誌Zeitschrift für die Neutestamentliche Wissenschaft (ZNW)共同編集者に就任し、2013年以降は編集代表を務めている。2009年から2015年までモール・ジーベック出版社(de: Mohr Siebeck)が発行している神学雑誌Zeitschrift für Theologie und Kirche (ZThK)の共同編集者を務めた。

## 著作

### 単著
- Christliche Existenz nach dem Jakobusbrief. Eine Studie zu seiner soteriologischen und ethischen Konzeption (= Studien zur Umwelt des Neuen Testaments. Bd. 22). Vandenhoeck & Ruprecht, Göttingen 1998, ISBN 3-525-53376-4 (= Dissertation, Universität Heidelberg, 1996).
- Gericht und Gemeinde. Eine Studie zur Bedeutung und Funktion von Gerichtsaussagen im Rahmen der paulinischen Ekklesiologie und Ethik im 1 Thess und 1 Kor. (= Beihefte zur Zeitschrift für die neutestamentliche Wissenschaft und die Kunde der älteren Kirche. Bd. 117). De Gruyter, Berlin/New York 2003, ISBN 3-11-017596-7 (= Habilitationsschrift, Universität Bonn, 2002).
- Israel, Kirche und die Völker im Matthäusevangelium (= Wissenschaftliche Untersuchungen zum Neuen Testament. Bd. 215). Mohr Siebeck, Tübingen 2007, ISBN 978-3-16-149331-7. Engl. Übersetzung und zugleich überarbeitete Ausgabe: Israel, Church, and the Gentiles in the Gospel of Matthew, translated by Kathleen Ess (= Baylor - Mohr Siebeck Studies in Early Christianity. Vol. 2), Baylor University Press, Waco (TX) 2014
- Das Evangelium nach Matthäus (= Das Neue Testament Deutsch. Bd. 1). Vandenhoeck & Ruprecht, Göttingen 2015